# Cord Cordes
Cord Cordes, auch Conradus Conradi, (* um 1410; † vor Juli 1478) war ein deutscher Kirchenjurist, Domherr und königlich dänischer Rat.

## Leben und Wirken
Cord Cordes stammte vermutlich aus einer bürgerlichen Familie in Kiel. Nach der Immatrikulation 1428 an der Universität Rostock erhielt er dort zwei Jahre später das Baccalaureat der Artistenfakultät. 1438 trug er den Titel eines Lizentiaten des Kirchenrechts „licentiatus in decretis“, danach galt er als „Magister“. Wo er diese Titel erwarb, ist unklar. Bereits während des Studiums hatte Cordes viele Pfründen in den Bistümern Schleswig, Lübeck und Bremen. Ab 1438 amtierte er als Domherr und 1445 als Archidiakon des Domkapitels in Schleswig. Außerdem agierte er als Offizial des Bischofs Nikolaus IV. (Wulf) und warb für die Kirche Mitte des 15. Jahrhunderts viele Finanzmittel ein.
Cordes stand vermutlich in einem Dienstverhältnis zu Adolf VIII. und arbeitete 1453 als Rat für König Christian I. 1460 wählte er mit Bischof Nikolaus Wulf Christian I. zum Herzog von Schleswig und Grafen von Holstein. Cordes gilt als Autor des Ripener Privilegs und übernahm von 1460 bis 1463 das Amt des dänischen Kammermeisters. Für Christian I. schrieb er viele Urkunden und gehörte 1466 gemeinsam mit Nikolaus Wulf zu den Gesandten aus Schleswig, die mit dem dänischen Reichsrat die Koldinger Union verabschiedeten.

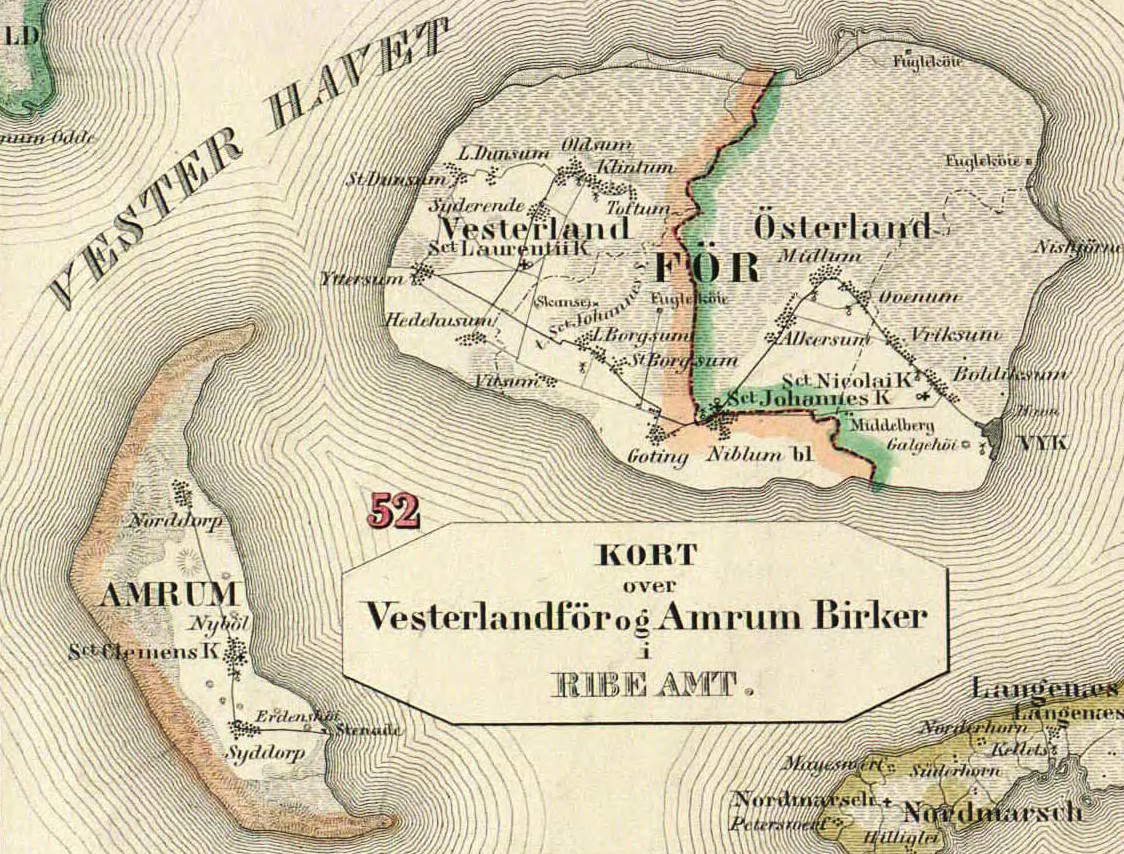
Die Westerharde mit Westerland-Föhr und Amrum

1460 überschrieb Christian I. ihm und Bischof Nikolaus IV. die Westerharde als Pfand.
Wann Cord Cordes starb, ist nicht bekannt. Dokumente von 1474 erwähnen einen Testamentserben, in einem Beleg von 1478 ist eine Todesnachricht über ihn zu finden.